# 津島恵子
津島 恵子（つしま けいこ、1926年〈大正15年〉2月7日 - 2012年〈平成24年〉8月1日、正字では惠子）は、日本の女優、舞踊家。本名：森（旧姓：倉成）直子。

## 人物・経歴
長崎県下県郡厳原町（現：対馬市）出身。三人姉妹の二女。4歳のころ一家で東京に転居。自由ヶ丘学園幼稚園、トモエ学園小学校、新宿區立四谷第三小学校を経て、東洋音楽学校普通科卒業後、東洋音楽学校（現：東京音楽大学）本科中退。交易営団の秘書課に勤務ののち、飛騨高山に疎開し、現地で終戦を迎える。戦後は、弦巻町で自給自足の生活を開始。一方、6歳、自由ヶ丘幼稚園の時から舞踊を始め、同園および自由ヶ丘小学校にて宮操子から舞踊を学ぶ。のち、宮が四谷に研究所を設けたため、四谷第三小学校に転校して、同所に通う。戦後、江口隆哉・宮夫妻主宰のノイエタンツ研究所でモダンダンスを学ぶ。1945年には、舞踊の地方公演に参加。松竹の大船撮影所で1947年より舞踊教師を務め始め、同年、吉村公三郎に見出されて、女優として映画出演を開始する。
1947年、松竹作品『安城家の舞踏会』でデビュー、以降、松竹専属となる。1948年、美空ひばりの主演第一作『悲しき口笛』に出演。1950年、『歸鄕』に出演。1951年公開の『乾杯! 若旦那』からは鶴田浩二とのコンビで人気を得る。
1953年1月公開の、今井正監督の『ひめゆりの塔』にて初めて他社（東映）の映画に出演し、代表作の一つになる。
1953年3月松竹を退社してフリーとなり、黒澤明監督の『七人の侍』などで好演。1955年の『たそがれ酒場』では、踊りの振付を自身で考案する。
1957年、当時の東宝副社長・森岩雄の子息（森伊千雄）と結婚したのを機に一時的に映画界からは遠ざかるが、1970年代にテレビドラマへカムバックする。
2002年のNHK連続テレビ小説『さくら』を最後に女優業を休止。2007年頃から認知症の症状が出ていたとされ、2012年8月1日午前10時20分、胃がんのため東京都内の病院で死去。86歳没。

## ギャラリー

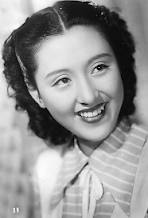
1949年
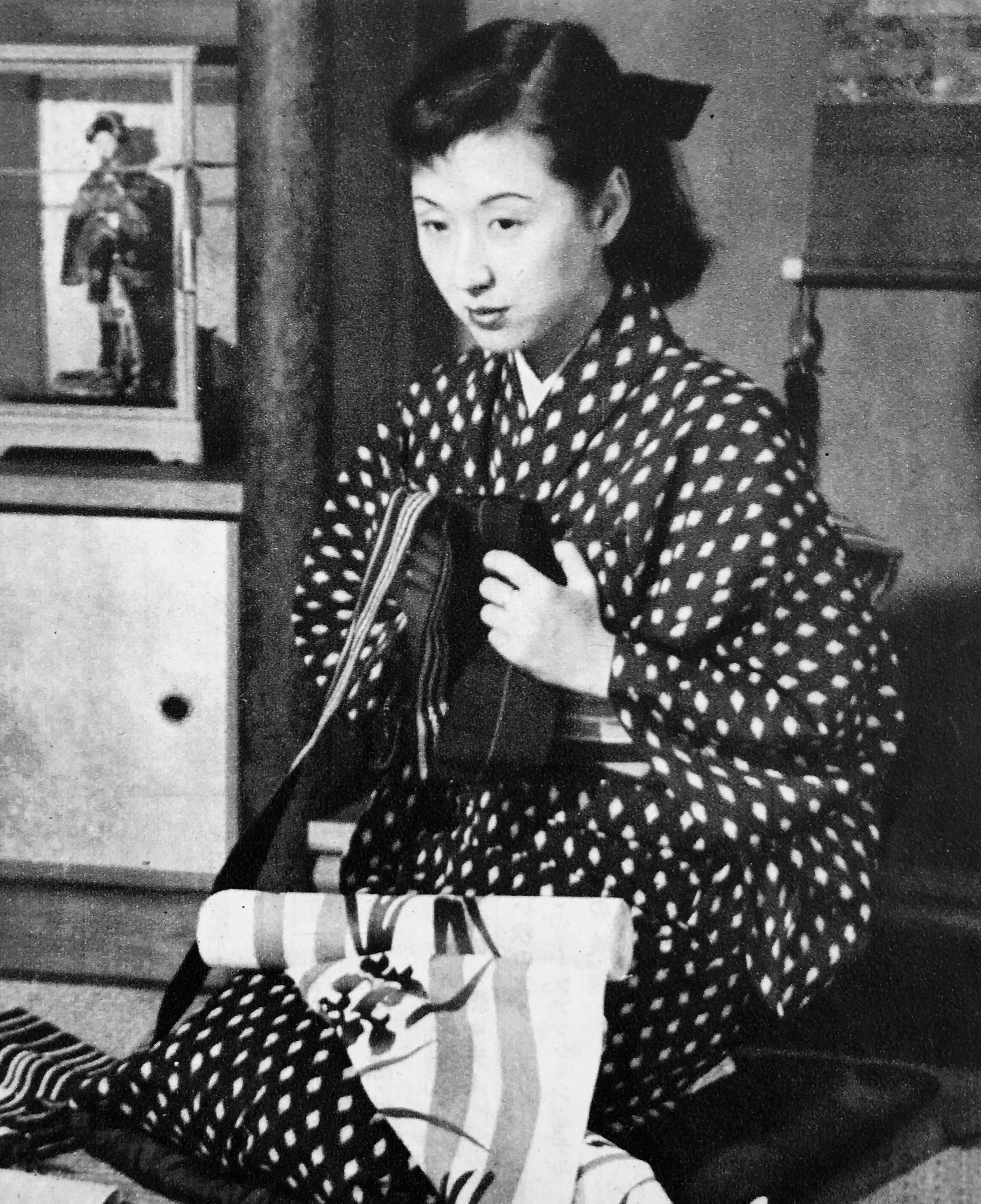
『サンケイグラフ』1954年10月3日号より
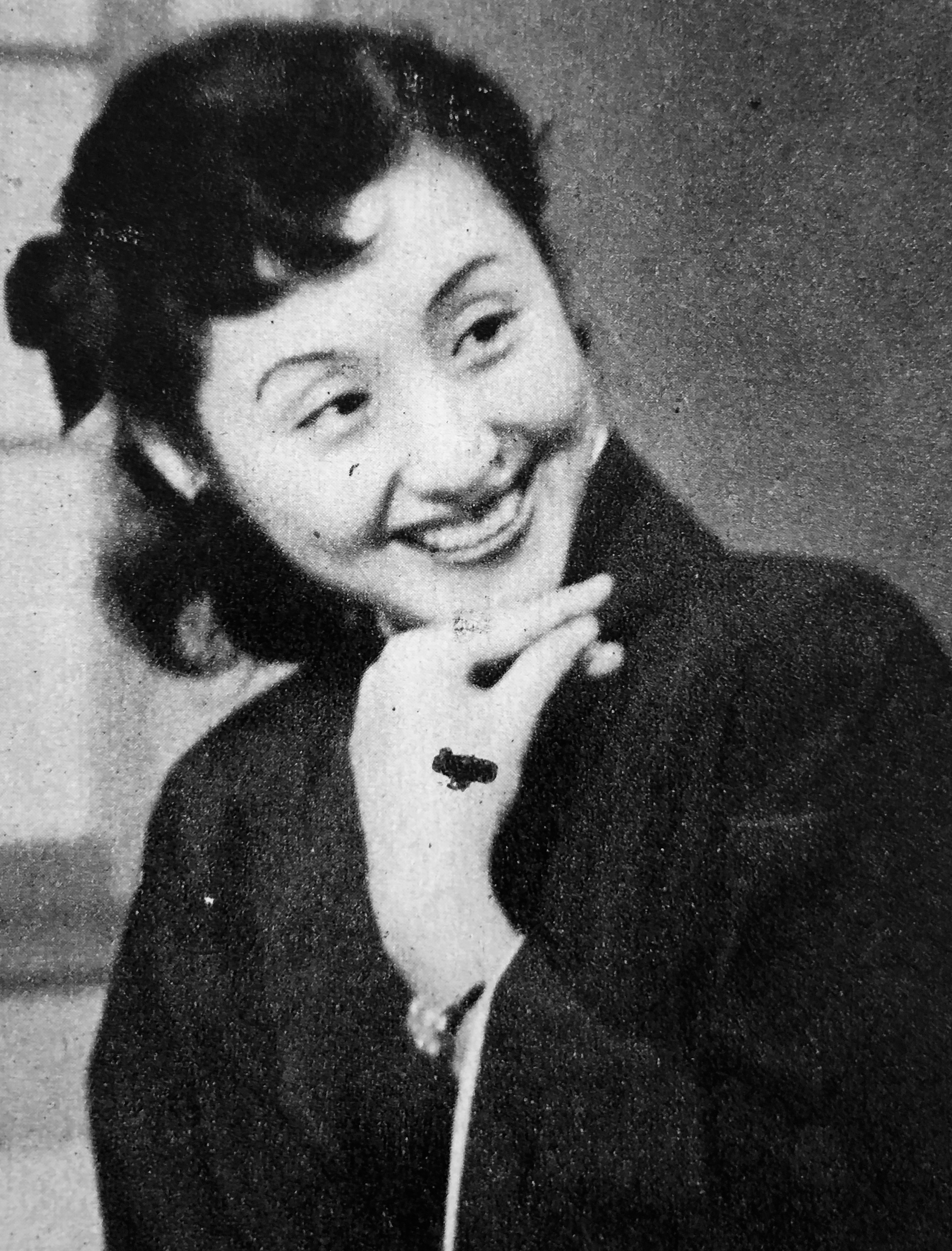
『サンケイグラフ』1954年10月31日号より
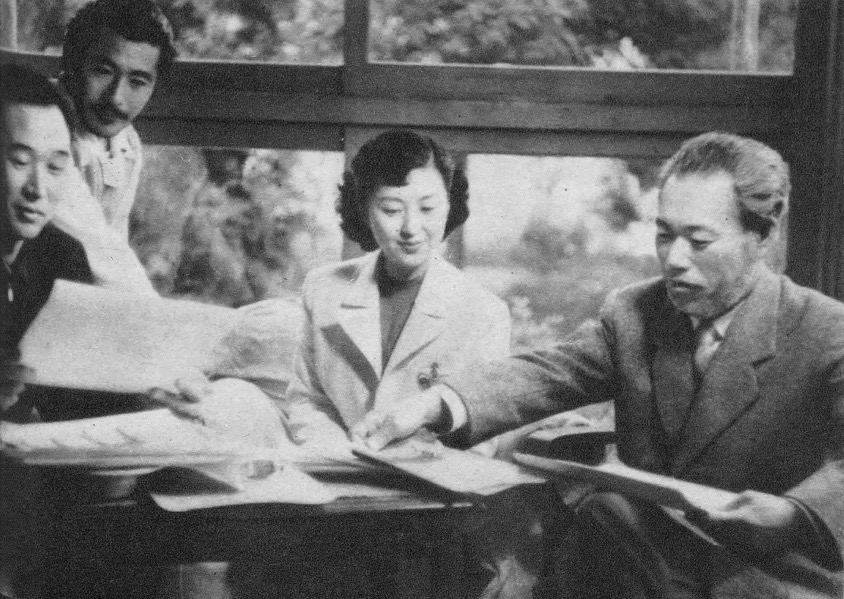
『七人の侍』クランクイン直前の1953年5月、東宝撮影所で打ち合わせをする黒澤明、三船敏郎、津島、志村喬。

## エピソード
- 代表作の一つである『七人の侍』で志乃を演じたが、監督の黒澤明は「僕の書く女だから一本の線でグッと押して來るようなタイプなんだが、津島くんてお行儀のいい人だな。」と語っている[16][注釈 16]。

## 出演

### 映画

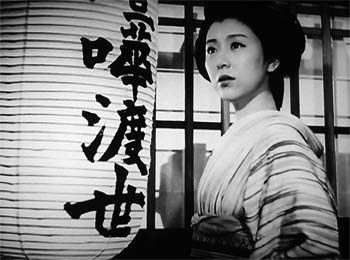
『魔像』（1952年）

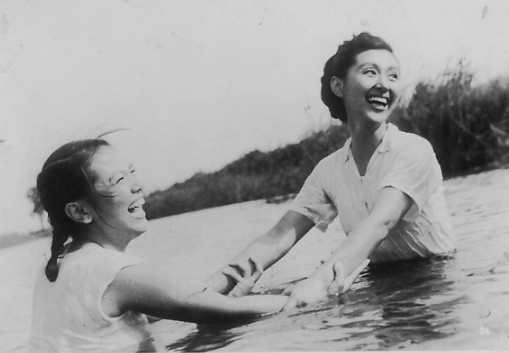
『ひめゆりの塔』（1953年）

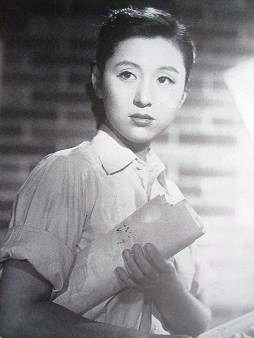
『魅せられたる魂』（1953年）

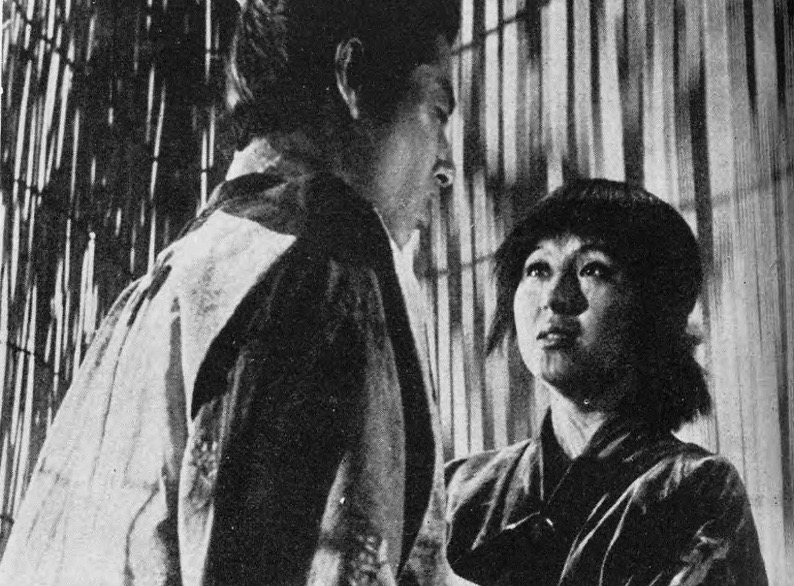
『七人の侍』（1954年）

- 安城家の舞踏会（1947年、松竹） - 新川曜子
- われ泣きぬれて（1948年、松竹） - 石川節子
- 偉大なるX（1948年、松竹） - 千代
- 戀愛特急（1948年、松竹） - 昌江
- 初夜ふたゝび（1949年、松竹） - 田島の妻
- 君待てども（1949年、松竹） - 光子[17]
- 悲恋模様（1949年、松竹） - 朱実
- 彼女は答える（1949年、松竹） - 雪枝
- 悲しき口笛（1949年、松竹） - 勝川京子
- 花も嵐も（1949年、松竹） - 潤子
- 宵待草恋日記（1950年、松竹） - 荒木夏枝
- 夢を召しませ（1950年、松竹） - 松村翠[18]
- 危険な年齢[注釈 17]（1950年、松竹） - 千恵
- 長崎の鐘 （1950年、松竹） - 山田幸子
- 花のおもかげ（1950年、松竹） - 江原雪子
- 帰郷 （1950年、松竹） - 守屋伴子
- 女の水鏡（1951年、松竹） - 藤倉紀み子
- 乾杯! 若旦那（1951年、松竹） - 山里あき子
- 虎の牙（1951年、松竹） - 園原富美子
- 美しい暦（1951年、松竹） - 村尾先生
- 若い季節（1951年、松竹） - 葉山道子
- 純白の夜（1951年、松竹） - 岸田露子
- 天使も夢を見る（1951年、松竹） - 泉田禮子[19]
- わが恋は花の如く（1951年、松竹） - 相良とみ子
- 海の花火（1951年、松竹） - 野村由起子
- 適齢三人娘 （1951年、松竹） - 松川素子[20]
- 若人の誓い（1952年、松竹） - 矢代香苗
- とんかつ大将（1952年、松竹） - 真弓
- 波（1952年、松竹） - 襲子
- 魔像（1952年、松竹） - 園絵[21]
- 華やかな夜景（1952年、松竹） - 安来初子
- お茶漬の味（1952年、松竹） - 山内節子
- ひめゆりの塔（1953年、東映） - 宮城先生
- まごころ（1953年、松竹） - 野々宮清子
- 姉妹（1953年、松竹） - 犬養鷹子
- 廣場の弧獨（1953年、俳優座） - 文江
- 處女雪（1953年、松竹） - 立花美奈子
- 魅せられたる魂（1953年、東映） - 芦屋りう子[22]
- 叛乱（1954年、新東宝） - 石田の妻やす子[23]
- 美しき鷹（1954年、大映東京） - 雁金スミエ
- 番町皿屋敷 お菊と播磨（1954年、大映京都） - お菊
- 七人の侍（1954年、東宝） - 志乃
- 足摺岬（1954年、北星） - 福井八重
- 国定忠治 （1954年、日活） - おとよ[24]
- 黒い潮（1954年、日活） - 佐竹景子
- 愛と死の谷間（1954年、日活） - 竹内愛子
- 女性に関する十二章（1954年、東宝） - 飛鳥ミナ子
- 人間魚雷回天（1955年、新東宝） - 真鍋早智子
- 坊っちゃん記者（1955年、日活） - 浅井ルミ子
- 花のゆくえ（1955年、日活） - 橋本和枝
- たそがれ酒場（1955年、新東宝） - エミー・ローザ
- 由起子（1955年、松竹） - 矢田部由起子[25]
- 暴力街（1955年、東映） - ユキ
- 名月佐太郎笠（1955年、新東宝） - お紋
- 浮草日記（1955年、独立映画） - 市川弥生
- 彼奴を逃すな（1956年、東宝） - 君子[26]
- 嫁ぐ日（1956年、松竹） - 木島咲枝
- 雪崩（1956年、東映） - 矢田まつよ
- 天国はどこだ（1956年、新東宝） - 矢島昌子
- 鬼火（1956年、東宝） - ひろ子
- 好人物の夫婦（1956年、東宝） - 池島とし子
- 浮気旅行（1956年、東宝） - バーの女克子
- 眠狂四郎無頼控（1957年、東宝） - 美保代
- おしゃべり社長（1957年、東宝） - 立花都子
- 山と川のある町（1957年、東宝） - 菅原みね子
- この二人に幸あれ（1957年、東宝） - 丸山千津子
- 眠狂四郎無頼控 第二話 円月殺法（1957年、東宝） - 美保代
- 善太と三平物語 風の中の子供（1957年、東宝） - 青山久子
- 善太と三平物語 お化けの世界（1957年、東宝） - 青山久子
- 口から出まかせ（1958年、東宝） - 熊坂礼子
- 恋は異なもの味なもの（1958年、東宝） - 咲子
- つづり方兄妹（1958年、東宝） - 井東なつ
- すずかけの散歩道（1959年、東宝） - 高畠信子
- 燈台（1959年、東宝） - 黒川いさ子
- 早乙女家の娘たち（1962年、東宝） - 吉村初子
- おしゃべりな真珠（1965年、松竹） - 克子
- 日本ダービー 勝負（1970年、東映） - 山形敬子
- 二人だけの朝（1971年、東宝） - 矢島里子（母）[27]
- 人生劇場 青春・愛欲・残侠篇（1972年、松竹） - 青成おみね
- ひとつぶの涙（1973年、松竹） - 梅本正子
- あした輝く（1974年、松竹） - 速水昌江[28]
- 潮騒（1975年、東宝） - 灯台長の妻
- スリランカの愛と別れ（1976年、東宝） - 松永喜代
- 喜劇 大誘拐（1976年、松竹） - 中谷ひろ子[29]
- ウィーン物語 ジェミニ・YとS（1982年、東宝） - マザー政子
- 男はつらいよ　寅次郎真実一路（1984年、松竹） - 静子
- 春来る鬼（1989年、松竹） - 口走りのばんば
- あした（1995年、東宝） - 金澤澄子
- 告別（2001年、BS-i＝オフィス・シロウズ） - 若井しのぶ[30]
- 故郷（1999年、東映） - 國澤トミ
- なごり雪 あるいは、五十歳の悲歌（2002年、大映） - 水田の母

### テレビドラマ
- どたんば（1956年、NHK総合）[注釈 18] - とき子
- 翡翠（1958年、NHK総合）
- ヤシカゴールデン劇場「片恋」（1958年、日本テレビ）
- 土曜劇場「失敗」（1959年、フジテレビ）
- 山崎豊子短編集（1959年、KR）
  - 遺留品
- 東芝日曜劇場（TBS）
  - 「子を取ろ、子取ろ」（1959年）
  - 「再婚」（1984年）
  - 「形見わけ」（1985年）
  - 「蛍の舞い」（1987年）
  - 「六十歳のシンデレラ」（1990年、TBS）
- 夕やけ天使（1960年、TBS）
- 二十三年（1960年、日本テレビ）
- 松本清張シリーズ・黒い断層「恐喝者」（1960年、KR）
- 山鳩の宿（1961年、NHK総合）
- ソフラン座「波」（1961-62年、フジテレビ） - 高子
- 武田ロマン劇場「うず潮」（1962年、日本テレビ） - 高浜千代子
- 松本清張シリーズ・黒の組曲「小町鼓」（1963年、NHK総合） - 谷尾妙子
- のれん太平記（1964年、フジテレビ）
  - 新・のれん太平記 第3シリーズ（1965年、フジテレビ） - 南稚子
- 七人の刑事 第99話「おとうと」（1965年、TBS）
- 渥美清の泣いてたまるか 第4話「オールセーフ」（1966年、TBS）
- レモンのような女（1967年、TBS） - 静江
- 女の中の悪魔（1967年、NET）
- 夏のわかれ（1968年、東海テレビ）
- パンとあこがれ（1969年、TBS） - 吉本敬
- どっこいショ（1969年、東海テレビ） - 英芳子
- 兄弟（1969年、TBS） - 志沢厚子
- 大忠臣蔵（1971年、NET） - 滝うめ
- おれは男だ!（1971年、日本テレビ） - 小林敏子
- お登勢（1971年、TBS） - はま
- あしたに駈けろ!（1972年、フジテレビ） - 信子
- 恐怖劇場アンバランス 第10話「サラリーマンの勲章」（1973年、フジテレビ・円谷プロ） - 犬飼貞子
- 水戸黄門 第4部 第18話「駈ける若駒 -八戸-」（1973年、TBS・C.A.L） - 千坂加代
- ライオン奥様劇場・若草物語（1973年、フジテレビ） - 三田はつ江
- 水曜劇場・寺内貫太郎一家（1974年、TBS）
  - 第16話 - 花屋の見合い相手
  - 第36話 - 滝本華江（きんの同級生）
- ぶらり信兵衛 道場破り 第40話「めぐりあい」（1974年、フジテレビ） - おさわ
- 花王愛の劇場・ 二十一歳の父（1974年、TBS） - 酒匂延子
- 伝七捕物帳 第76話「涙の赤っ鼻  情けの十手」（1975年、日本テレビ） -  お芳
- 俺たちの旅（1975年、日本テレビ・ユニオン映画） - 竹内綾子（紀子の母）
- 高原へいらっしゃい（1976年、TBS）
- いろはの"い"（1976年 - 1977年、日本テレビ・東宝） - 神谷章の母・あき子
- 達磨大助事件帳 第13話「雪絵危機一髪」（1978年、テレビ朝日） - もと
- 俺たちの祭 第18話（1977年、日本テレビ・ユニオン映画） - 北見真佐子（直子の母）
- 大河ドラマ（NHK総合）
  - 花神（1977年） - お滝（吉田松陰の母）
  - おんな太閤記（1981年） - こほ
  - 山河燃ゆ（1984年） - 天羽テル
- 花王愛の劇場・ 母の肖像（1977年、TBS・国際放映） - 楠本幽子
- 松本清張シリーズ・棲息分布（1977年、NHK総合） - 井戸原初子
- ポーラテレビ小説・ こおろぎ橋（1978年、TBS） - 北出ぬい
- 木曜座
  - 華やかな孤独（1978年、TBS）
- 名もなく貧しく美しく（1980年、日本テレビ）- 大川たま（秋子の母）
- 土曜ドラマ（NHK総合）
  - わが青春のブルース（1981年） - はる
  - 恋愛模様  前編・後編（1990年2月10日 - 2月17日）- 村田清子
- 女・かけこみ寺（1982年、TBS） - 法秀尼
- 外科医 城戸修平（1983年、TBS） - 安西かな子
- 松本清張シリーズ・波の塔（1983年、NHK総合）- 田沢不二子
- 大奥 第1話「大奥誕生」-第3話「陰謀の毒薬」（1983年、関西テレビ） - 阿茶局
- 混浴岩風呂連続殺人・にせ夫婦東北ツアー（1983年、朝日放送） - 中村和子
- 土曜ワイド劇場「牟田刑事官事件ファイル」シリーズ（1983年 - 2002年、テレビ朝日） - 牟田明子
- 離婚テキレイ期（1984年、TBS） - 柏木品子
- 真田太平記（1985年、NHK総合） - 高台院
- もめん家族（1986年、東海テレビ制作昼の帯ドラマ）
- 花王愛の劇場・母さん、家においでよ（1986年9月 - 10月、TBS）
- ドラマ女の手記「定年ともだち・夢のチーズケーキ」（1986年、テレビ東京）
- 必殺仕事人V・風雲竜虎編 第2話「将軍の初恋騒動!」（1987年3月20日、ABCテレビ） - 鹿
- 連続テレビ小説（NHK総合）
  - はっさい先生（1987年） - ふで
  - 京、ふたり（1990年） - 能田静枝
  - あぐり（1997年） - 大澤祥子
  - さくら（2002年） - 松下淑子
- 絆（1987年10月24日、NHK総合） - はな
- 教師びんびん物語II 第9話「泣けてくる…」-第10話「涙は心の言葉だ！」（1989年5月29日 - 6月5日、フジテレビ） - 島津響子の母
- 代議士の妻たちスペシャル(1993年3月30日、TBSテレビ)_総理夫人
- 火曜サスペンス劇場「地方記者・立花陽介6 鎌倉湘南通信局」（1995年8月15日、日本テレビ） - 谷口綾子
- 君が人生の時（1997年、TBS） - 横大路リツ
- 三毛猫ホームズの黄昏ホテル（1998年、テレビ朝日） - 加代
- 月曜ドラマスペシャル「浅見光彦シリーズ10 隠岐伝説殺人事件」（1998年、TBS） - 琴野

## 受賞歴
- 1996年（平成8年） - 第6回日本映画批評家大賞 ゴールデン・グローリー賞

## 関連書籍
- 『君美わしく 戦後日本映画女優讃』（川本三郎著。文藝春秋。川本による津島を含む女優達のインタビュー集）